# Tibor Komáromi
Tibor Komáromi (ur. 15 sierpnia 1964) – węgierski zapaśnik walczący w stylu klasycznym. Dwukrotny olimpijczyk. Srebrny medalista w Seulu 1988 i jedenasty w Barcelonie 1992. Walczył w kategoriach 82–90 kg.

## Osiągnięcia
Mistrz świata w 1986, 1987 i 1989. Zdobył siedem medali na mistrzostwach Europy w latach 1985 – 1992. Pierwszy w Pucharze świata w 1994 i trzeci w 1982 roku.
- Turniej w Seulu 1988 – 82 kg

Pokonał Pavela Frinte z Czechosłowacji, Rogera Gößnera z RFN, Mustafę Ramadana z Egiptu, Angeła Stojkowa z Bułgarii, Magnusa Fredrikssona ze Szwecji i Stiga Klevena z Norwegii. Przegrał w finale z Michaiłem Mamiaszwilim z ZSRR.
- Turniej w Barcelonie 1992 – 90 kg

Pokonał Harri Koskelę z Finlandii, a przegrał z Hakkı Başarem z Turcji i Gogi Koguaszwilim z WNP.